# Cophinopoda aldabraensis
Cophinopoda aldabraensis är en tvåvingeart som beskrevs av Tsacas och Artigas 1994. Cophinopoda aldabraensis ingår i släktet Cophinopoda och familjen rovflugor. Inga underarter finns listade i Catalogue of Life.